# 10122 Fröding
10122 Fröding là một tiểu hành tinh vành đai chính với chu kỳ quỹ đạo là 2002.071128 days.
Nó được phát hiện ngày 26 tháng 1 năm 1993.